# 雅代
雅代，叙利亚-亚拉姆语中称“Addai”或“Aday”（ܐܕܝ），有时也拉丁化为“Addeus”，英语中也称“Thaddeus of Edessa”，直译为“埃德萨的达陡”，根据很多东方基督教的经外传说，他是基督的七十门徒之一，可能与十二使徒中的使徒犹大是同一人。

## 生平
关于雅代的生卒，还没有达成共识。一些历史学家和研究者质疑他是否真实存在，一些则质疑埃德萨的达陡和雅代是否为同一人。
但很多的东方基督教的经外传说则记载，雅代是一个出生于埃德萨的犹太人，埃德萨当时是一个叙利亚城市，现在位于土耳其。他为了一个节庆来到耶路撒冷，并听到了圣若翰洗者的布道。在约旦河接受圣若翰洗者的洗礼之后，他留在了巴勒斯坦。后来他遇到了耶稣，并成了耶稣的一个追随者。他被选为七十门徒之一，被耶稣派往各地。
在五旬节和耶穌升天之后，达陡开始在美索不达米亚、叙利亚和波斯宣扬福音书。他在埃德萨任命神职人员，引人皈依基督教，并建立教堂。他还曾到贝鲁特去布道和建立教堂。
被称为“雅代和马理圣体礼仪”的叙利亚礼仪，起源于公元200年左右，被東方亞述教會和加色丁禮天主教會用来联系圣人，并被加色丁叙利亚教会和使徒多马在印度建立的叙利亚-玛拉巴礼天主教会使用。
他的节庆在基督教历法的8月5日庆祝。

## 治愈阿布加尔王的传说

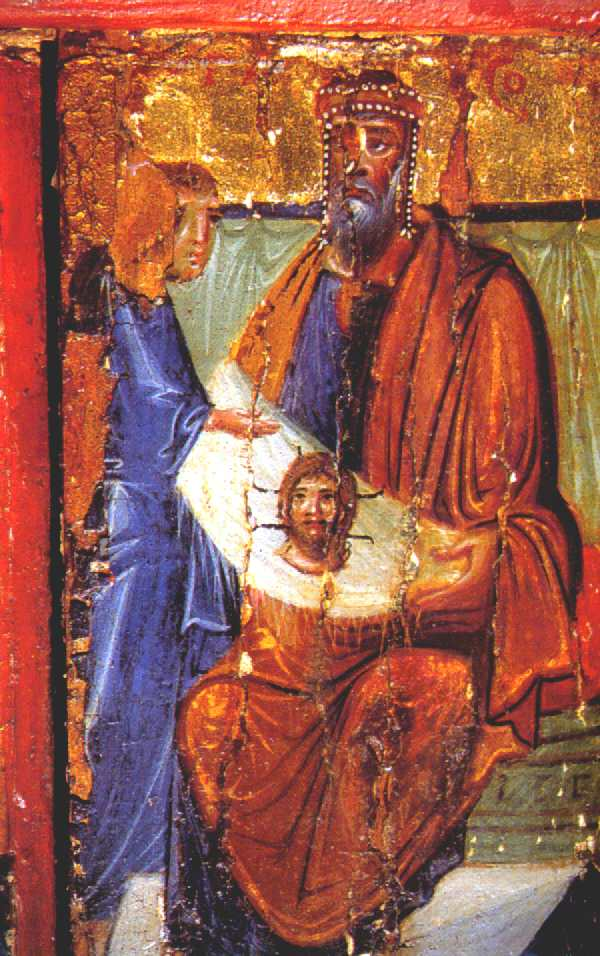
阿布加尔五世从雅代那里接过天成圣像，蜂蜡画聖像畫, 西奈山圣凯瑟琳修道院

在东正教的信仰中，圣雅代是基督的门徒，被使徒圣多马派到埃德萨去治疗奥斯若恩的阿布加尔五世国王的疾病。他使阿布加尔（也有说是阿克巴尔）皈依了基督教，他的门徒包括圣亚该和圣马理。
关于国王阿布加尔五世如何与耶稣通信的传说故事是由教会历史学家优西比乌在4世纪最早详细叙述的。关于故事的由来，优西比乌在他的《教会史》中引用了耶稣与阿布加尔之间的正式信函。优西比乌在《教会史》第一卷十三張第五節中将：“十二使徒之一的多马在聖神感動下派遣七十门徒之一的达陡前往埃德萨，去当一个基督教导的传教士和布道者。”
达陡传福音治愈的故事促进了美索不达米亚北部和叙利亚安提阿以东地区基督教的传播。叙利亚文献《雅代教义》中记载了达陡的故事，它介绍了雅代的身份，并称他是被派往各地传播基督教义的七十二门徒之一。这个历史故事的真实性上存在分歧。到了传说又传回叙利亚的时候，埃德萨之像的传说融入了其中：该故事按照圣厄弗冷的版本被重新讲述了。

## 其他经外传说
圣雅代也出现在异端材料上，在1945年在拿戈玛第发现的两份首次发现的启示文字中，他被等同于了公義者雅各。